# Liste der Biografien/Mayw
Liste der Biografien |
Portal Biografien |
Personensuche
# |
A |
B |
C |
D |
E |
F |
G |
H |
I |
J |
K |
L |
M |
N |
O |
P |
Q |
R |
S |
T |
U |
V |
W |
X |
Y |
Z |
?
 
Ma |
Mb |
Mc |
Md |
Me |
Mf |
Mg |
Mh |
Mi |
Mj |
Mk |
Ml |
Mm |
Mn |
Mo |
Mp |
Mq |
Mr |
Ms |
Mt |
Mu |
Mv |
Mw |
Mx |
My |
Mz
 
Maa |
Mab |
Mac |
Mad |
Mae |
Maf |
Mag |
Mah |
Mai |
Maj |
Mak |
Mal |
Mam |
Man |
Mao |
Map |
Maq |
Mar |
Mas |
Mat |
Mau |
Mav |
Maw |
Max |
May |
Maz
 
Maya |
Mayb |
Mayc |
Mayd |
Maye |
Mayf |
Mayh |
Mayi |
Mayk |
Mayl |
Maym |
Mayn |
Mayo |
Mayr |
Mays |
Mayt |
Mayu |
Mayv |
Mayw
Die Liste der Biografien führt alle Personen auf, die in der deutschsprachigen Wikipedia einen Artikel haben. Dieses ist eine Teilliste mit 13 Einträgen von Personen, deren Namen mit den Buchstaben „Mayw“ beginnt.

## Mayw

### Maywa
- Maywald, Gerhard (1913–1998), deutscher SS-Obersturmführer
- Maywald, Heinrich (1800–1853), deutscher Orgelbauer in Siebenbürgen
- Maywald, Helga (* 1949), deutsche Badmintonspielerin
- Maywald, Ian (* 1979), deutscher Badmintonspieler
- Maywald, Jörg (* 1955), deutscher Soziologe und Hochschullehrer
- Maywald, Roland (* 1948), deutscher Badmintonspieler
- Maywald, Willy (1907–1985), deutscher Fotograf

### Maywe
- Mayweather, Bradshaad, US-amerikanisch-britisch-nigerianischer Schauspieler, Filmregisseur, Filmproduzent, Drehbuchautor, Filmeditor und Dokumentarfilmer
- Mayweather, Floyd Jr. (* 1977), US-amerikanischer BoxsportlerFloyd Mayweather Jr. (* 1977)

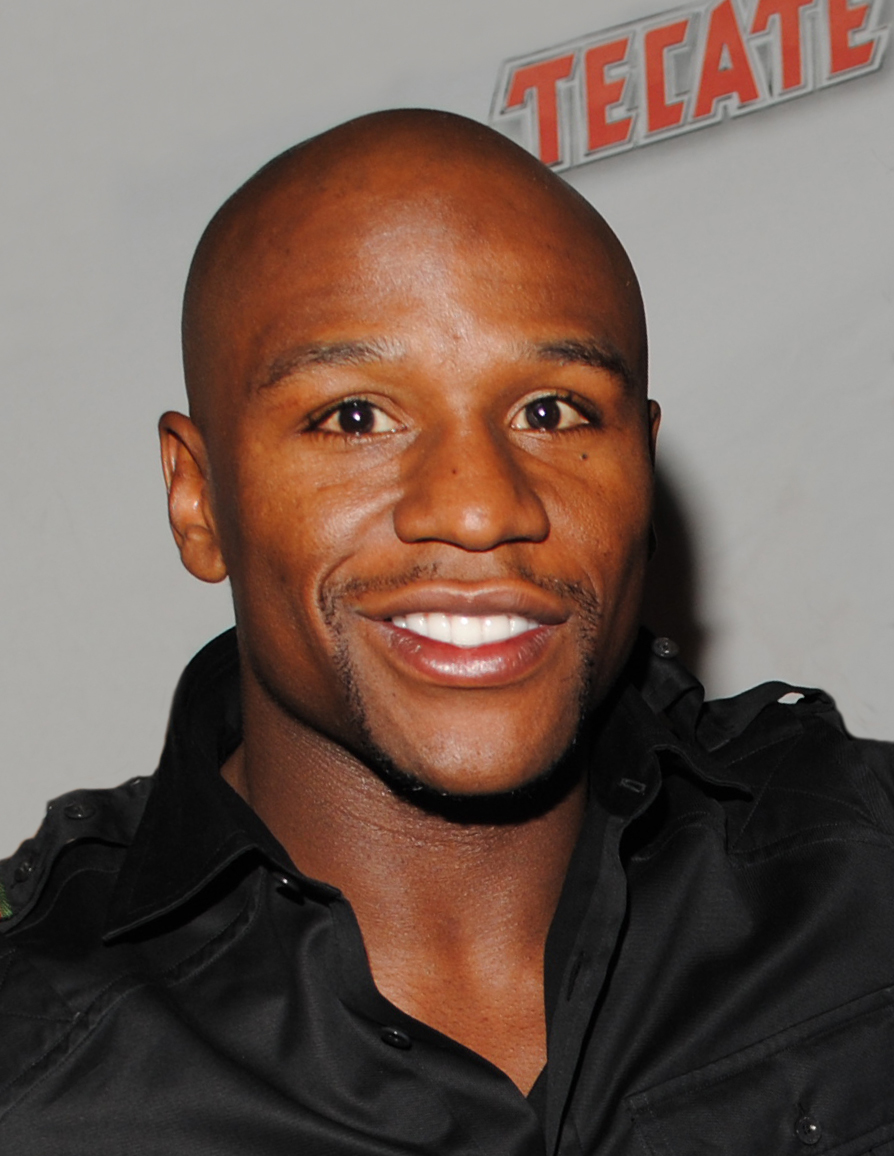
Floyd Mayweather Jr. (* 1977)

- Mayweather, Floyd Sr. (* 1952), US-amerikanischer Boxer und Boxtrainer
- Mayweather, Roger (1961–2020), US-amerikanischer Boxer
- Mayweg, Elisabeth (* 1982), deutsche Psychologin und Bildungswissenschaftlerin

### Maywo
- Mayworm, Josef (1877–1953), deutscher Politiker (SPD), MdL